# Syndactyla dimidiata
A Syndactyla dimidiata a madarak (Aves) osztályának verébalakúak (Passeriformes) rendjébe és a fazekasmadár-félék (Furnariidae) családjába tartozó faj.

## Rendszerezése
A fajt August von Pelzeln osztrák ornitológus írta le 1859-ben, az Anabates nembe Anabates dimidiatus néven. Besorolása vitatott, sorolják a  Philydor nembe Philydor dimidiatum vagy Philydor dimidiatus néven is.

## Alfajai
- Syndactyla dimidiata baeri (Hellmayr, 1911)
- Syndactyla dimidiata dimidiata (Pelzeln, 1859)[2]

## Előfordulása
Dél-Amerika középső részén, Brazília és Paraguay területén honos. Természetes élőhelyei a szubtrópusi vagy trópusi síkvidéki esőerdők.

## Megjelenése
Testhossza 17 centiméter, testtömege 27–32 gramm.

## Életmódja
Ízeltlábúakkal táplálkozik.

## Természetvédelmi helyzete
Az elterjedési területe rendkívül nagy, egyedszáma pedig stabil. A Természetvédelmi Világszövetség Vörös listáján nem fenyegetett fajként szerepel.